# Martijntje Quik
Martijntje Quik (* 24. Oktober 1973 in De Bilt) ist eine ehemalige niederländische Steuerfrau im Rudern. Sie gewann als Mitglied des niederländischen Achters 2000 die olympische Silbermedaille.
Die 1,68 m große Steuerfrau startete für die Amsterdamsche Studenten Roeivereeniging NEREUS. Bei den Weltmeisterschaften 1997 belegte sie mit dem Achter den achten Platz. Zwei Jahre später belegte der Achter im Weltcup den zweiten Platz in Hazewinkel und in Luzern. Bei den Weltmeisterschaften 1999 in St. Catharines erreichte der Achter den vierten Platz. 2000 gewannen die Niederländerinnen den Weltcup-Auftakt in München, in Luzern belegten sie den vierten Platz. Bei den Olympischen Spielen in Sydney siegten wie in Luzern die Rumäninnen, drei Sekunden dahinter gewannen die Niederländerinnen die Silbermedaille in der Besetzung Anneke Venema, Carin ter Beek, Nelleke Penninx, Pieta van Dishoeck, Eeke van Nes, Tessa Appeldoorn, Marieke Westerhof, Elien Meijer und Martijntje Quik.